# Corgoň liga 2003/04
Die Corgoň liga 2003/04 war die elfte Spielzeit der höchsten slowakischen Spielklasse im Fußball der Männer. Die Saison begann am 19. Juli 2003 und endete am 8. Juni 2004.

## Modus
Zehn Vereine spielten viermal gegeneinander, zweimal zu Hause und zweimal auswärts. Jedes Team absolvierte 36 Spiele. Meister wurde zum dritten Mal der MŠK Žilina. Der Letzte stieg direkt ab.

## Vereine
| Verein                    | Stadt             | Stadion                           | Kapazität |
| ------------------------- | ----------------- | --------------------------------- | --------- |
| ŠK Slovan Bratislava      | Bratislava        | Štadión Pasienky                  | 13.000    |
| Inter Slovnaft Bratislava | Bratislava        | Štadión Pasienky                  | 13.000    |
| FC Artmedia Petržalka     | Bratislava        | Štadión Petržalka                 | 07.100    |
| MFK Ružomberok            | Ružomberok        | Štadión MFK Ružomberok            | 04.876    |
| Dukla Banská Bystrica     | Banská Bystrica   | Štadión SNP                       | 09.881    |
| FK ZTS Dubnica            | Dubnica nad Váhom | Mestský štadión Dubnica nad Váhom | 05.450    |
| FK AS Trenčín             | Trenčín           | Štadión na Sihoti                 | 04.300    |
| Spartak Trnava            | Trnava            | City Arena                        | 19.200    |
| ŠK Matador Púchov         | Púchov            | Mestský štadión Púchov            | 06.000    |
| MŠK Žilina                | Žilina            | Štadión pod Dubňom                | 11.200    |

## Abschlusstabelle
| Pl. | Verein                    | Sp. | S  | U  | N  | Tore    | Diff. | Punkte |
| --- | ------------------------- | --- | -- | -- | -- | ------- | ----- | ------ |
| 1.  | MŠK Žilina (M)            | 36  | 17 | 13 | 6  | 062:350 | +27   | 64     |
| 2.  | Dukla Banská Bystrica (N) | 36  | 17 | 13 | 6  | 058:360 | +22   | 64     |
| 3.  | MFK Ružomberok            | 36  | 15 | 10 | 11 | 053:470 | +6    | 55     |
| 4.  | FC Spartak Trnava         | 36  | 15 | 8  | 13 | 046:460 | ±0    | 53     |
| 5.  | FK AS Trenčín             | 36  | 13 | 9  | 14 | 037:430 | −6    | 48     |
| 6.  | FK ZTS Dubnica            | 36  | 12 | 10 | 14 | 041:420 | −1    | 46     |
| 7.  | Inter Slovnaft Bratislava | 36  | 12 | 9  | 15 | 038:440 | −6    | 45     |
| 8.  | FC Artmedia Petržalka (P) | 36  | 10 | 14 | 12 | 043:440 | −1    | 44     |
| 9.  | ŠK Matador Púchov         | 36  | 10 | 9  | 17 | 034:540 | −20   | 39     |
| 10. | ŠK Slovan Bratislava      | 36  | 6  | 11 | 19 | 037:580 | −21   | 29     |

Platzierungskriterien: 1. Punkte – 2. Tordifferenz – 3. geschossene Tore

| (M) | amtierender slowakischer Meister     |
| (P) | amtierender slowakischer Pokalsieger |
| (N) | Aufsteiger aus der 2. Liga           |

## Kreuztabelle
| Hinrunde (Runden 1–18) | Hinrunde (Runden 1–18)   | Hinrunde (Runden 1–18) | Hinrunde (Runden 1–18) | Hinrunde (Runden 1–18) | Hinrunde (Runden 1–18) | Hinrunde (Runden 1–18) | Hinrunde (Runden 1–18) | Hinrunde (Runden 1–18) | Hinrunde (Runden 1–18) | 2003/04                  | Rückrunde (Runden 19–36) | Rückrunde (Runden 19–36) | Rückrunde (Runden 19–36) | Rückrunde (Runden 19–36) | Rückrunde (Runden 19–36) | Rückrunde (Runden 19–36) | Rückrunde (Runden 19–36) | Rückrunde (Runden 19–36) | Rückrunde (Runden 19–36) | Rückrunde (Runden 19–36) |
| ---------------------- | ------------------------ | ---------------------- | ---------------------- | ---------------------- | ---------------------- | ---------------------- | ---------------------- | ---------------------- | ---------------------- | ------------------------ | ------------------------ | ------------------------ | ------------------------ | ------------------------ | ------------------------ | ------------------------ | ------------------------ | ------------------------ | ------------------------ | ------------------------ |
| MŠK Žilina             | FK Dukla Banská Bystrica | MFK Ružomberok         | FC Spartak Trnava      | FK AS Trenčín          | MFK Dubnica            | FK Inter Bratislava    | FC Artmedia Petržalka  | FK Matador Púchov      | ŠK Slovan Bratislava   | Verein                   | MŠK Žilina               | FK Dukla Banská Bystrica | MFK Ružomberok           | FC Spartak Trnava        | FK AS Trenčín            | MFK Dubnica              | FK Inter Bratislava      | FC Artmedia Petržalka    | FK Matador Púchov        | ŠK Slovan Bratislava     |
|                        | 4:2                      | 0:3                    | 3:0                    | 3:1                    | 0:0                    | 2:2                    | 2:2                    | 1:1                    | 3:3                    | MŠK Žilina               |                          | 2:0                      | 1:1                      | 2:1                      | 3:0                      | 3:1                      | 2:1                      | 1:1                      | 2:0                      | 1:0                      |
| 0:0                    |                          | 4:2                    | 3:0                    | 5:0                    | 2:0                    | 0:0                    | 5:2                    | 3:0                    | 1:0                    | FK Dukla Banská Bystrica | 0:0                      |                          | 2:1                      | 6:0                      | 2:2                      | 3:2                      | 2:1                      | 1:0                      | 4:0                      | 1:1                      |
| 1:4                    | 2:0                      |                        | 2:2                    | 3:1                    | 3:3                    | 2:0                    | 2:1                    | 2:1                    | 0:0                    | MFK Ružomberok           | 0:3                      | 1:1                      |                          | 1:1                      | 0:0                      | 0:1                      | 3:0                      | 2:1                      | 3:0                      | 2:1                      |
| 0:0                    | 4:0                      | 1:1                    |                        | 0:1                    | 0:1                    | 2:0                    | 0:1                    | 2:1                    | 5:3                    | Spartak Trnava           | 2:1                      | 1:1                      | 1:0                      |                          | 3:1                      | 3:0                      | 1:3                      | 1:0                      | 1:1                      | 2:2                      |
| 2:0                    | 1:1                      | 3:1                    | 0:1                    |                        | 2:0                    | 0:1                    | 0:0                    | 1:0                    | 2:1                    | FK AS Trenčín            | 1:0                      | 1:1                      | 1:1                      | 3:0                      |                          | 1:0                      | 2:0                      | 2:3                      | 0:0                      | 1:0                      |
| 1:1                    | 2:0                      | 2:3                    | 2:1                    | 1:3                    |                        | 0:0                    | 2:1                    | 3:1                    | 0:0                    | FK ZTS Dubnica           | 0:0                      | 3:0                      | 0:1                      | 1:0                      | 0:0                      |                          | 2:0                      | 2:0                      | 1:2                      | 4:1                      |
| 2:1                    | 1:2                      | 0:1                    | 0:1                    | 4:1                    | 0:0                    |                        | 2:0                    | 3:3                    | 0:0                    | FK Inter Bratislava      | 1:1                      | 1:2                      | 1:1                      | 1:0                      | 1:0                      | 1:0                      |                          | 0:0                      | 1:0                      | 3:1                      |
| 1:3                    | 0:0                      | 2:1                    | 2:2                    | 1:0                    | 2:0                    | 3:0                    |                        | 3:0                    | 1:1                    | FC Artmedia Petržalka    | 0:3                      | 0:0                      | 2:3                      | 0:2                      | 1:1                      | 1:1                      | 3:0                      |                          | 3:0                      | 1:1                      |
| 1:2                    | 0:1                      | 3:1                    | 3:0                    | 2:0                    | 3:1                    | 0:3                    | 1:1                    |                        | 1:0                    | FK Matador Púchov        | 0:4                      | 0:0                      | 1:0                      | 0:1                      | 1:0                      | 1:1                      | 4:2                      | 1:1                      |                          | 1:1                      |
| 2:1                    | 0:0                      | 2:1                    | 0:4                    | 1:3                    | 2:0                    | 1:0                    | 1:1                    | 0:1                    |                        | ŠK Slovan Bratislava     | 2:3                      | 2:3                      | 1:2                      | 0:1                      | 2:0                      | 1:4                      | 1:3                      | 1:2                      | 2:0                      |                          |

## Torschützenliste
| Pl. | Nat.     | Spieler         | Verein                   | Tore |
| --- | -------- | --------------- | ------------------------ | ---- |
| 1   | Slowakei | Roland Števko   | MFK Ružomberok           | 22   |
| 2   | Slowakei | Marek Krejčí    | FC Artmedia Petržalka    | 15   |
| 2   | Slowakei | Róbert Semeník  | FK Dukla Banská Bystrica | 15   |
| 4   | Slowakei | Juraj Dovičovič | FK ZTS Dubnica           | 13   |
| 5   | Slowakei | Marek Bažík     | MŠK Žilina               | 11   |
| 5   | Slowakei | Miroslav Kriss  | Spartak Trnava           | 11   |